# Jivina (ort i Tjeckien, lat 49,79, long 13,84)
Jivina är en ort i Tjeckien.   Den ligger i regionen Mellersta Böhmen, i den centrala delen av landet, 50 km sydväst om huvudstaden Prag. Jivina ligger 492 meter över havet och antalet invånare är 170.
Terrängen runt Jivina är platt åt nordväst, men åt sydost är den kuperad. Terrängen runt Jivina sluttar norrut.  Trakten runt Jivina är nära nog obefolkad, med mindre än två invånare per kvadratkilometer. Närmaste större samhälle är Příbram, 16,9 km sydost om Jivina. I omgivningarna runt Jivina växer i huvudsak blandskog.